# Karasakız
Karasakız ist eine türkische rote Rebsorte. Die Wein- und Tafeltraube wird in der Marmararegion und Thrakien angebaut.
Die Karasakız-Traube wird seit den 1930er Jahren angebaut, als nach der Gründung der Türkischen Republik im Jahr 1923 ein französischer Weinbauspezialist damit beauftragt wurde, die für den Weinbau in den umliegenden Regionen am besten geeigneten Rebsorten zu ermitteln, und er die Karasakız auswählte.
Andere Bezeichnungen sind Kara Sakız, Karakız, Karassakýz, Kuntra (Türkei und Griechenland) Makbule, Mavrupalya und Sakız Kara. Karasakız bedeutet wörtlich „schwarzer Kaugummi“. Die Sorte aus den Dardanellen stammt wahrscheinlich von der Insel Bozcaada in der Ägäis, am südwestlichen Ende der Meerenge. Ihre großen Beeren weisen tendenziell einen hohen Säuregehalt auf, aber keinen besonders hohen Zuckergehalt. Die spätreifende Sorte zeichnet sich durch gute allgemeine Krankheitsresistenz und gute Eignung für Lehmböden und heiße klimatische Bedingungen aus.